# Al-Mahdi li-Din Allah Ahmad ibn al-Husayn
Al-Mahdí li-din-Al·lah Àhmad ibn al-Hussayn ibn Àhmad ibn al-Qàssim ibn Abd-Al·lah ibn al-Qàssim ibn Àhmad ibn Ismaïl ibn Abi-l-Barakat ibn Àhmad ibn al-Qàssim ibn Muhàmmad ibn al-Qàssim Tarjuman-ad-Din ibn Ibrahim Tabatabà ibn Ismaïl ibn Ibrahim ibn al-Hàssan ibn al-Hàssan ibn Alí ibn Abi-Tàlib o, més senzillament, Al-Mahdí li-din-Al·lah Àhmad ibn al-Hussayn, fou un descendent d'Alí ibn Abi-Tàlib que fou imam zaidita del Iemen al segle xiii (1248-1255).
Es va proclamar imam el 1248 a la fortalesa de Thula al nord-oest de Sanaa amb el suport dels Banu Hamza als quals pertanyia la seva família paterna i amb el probable suport del governador rassúlida de Sanaa, Asad al-Din Muhammad ibn al-Hasan, nebot del sultà i poc lleial a la seva nissaga; la mort del sultà Nur al-Din Umar va reforçar la seva posició, assassinat amb la possible complicitat d'Asad al-Din que no obstant va romandre com a governador sota el seu fill i successor al-Muzaffar Yusuf, i va estar a vegades al costat de la seva família i altres del costat de l'imam rebel, revoltant-se obertament. Però al-Muzaffar Yusuf va perdonar diverses vegades les seves deslleialtats sense que se'n sàpiguen les causes.
El 1251 l'imam va ocupar Sanaa i va trobar l'oposició d'Asad que el va tacar des de la fortalesa de Birash, propera a la ciutat, que restava en el seu poder. L'imam va poder estendre el seu domini cap al sud fins a Dhammar, però abans de final d'any va haver d'abandonar Sanaa. Va comprar Birash a Asad al-Din però això fou cause de l'enfrontament entre els dos. Asad va obtenir altre cop el perdó del sultà.
El 1254 un imam rival de nom Shams al-Din Ahmad es va proclamar a Sa'dah i el 1255 una assemblea de notables zaidites va deposar Ahmad. Aquest va intentar resistir i es va mantenir a les muntanyes de Sanaa durant prop de tres anys fins que fou mort el 1258. Va ser enterrat a Dhu Bin (Dhibin).
Shams al-Din Ahmad va adoptar el títol d'al-Mutawakkil i es va declarar vassall dels rassúlides però no va poder evitar ser enfrontat per un rival de nom Abu Muhammad al-Hasan ibn Wahhas.